# Beatrix Volc-Platzer
Beatrix Volc-Platzer (* 20. April 1954 in Wien) ist eine österreichische Dermatologin und Humangenetikerin. Von 2001 bis 2020 war sie Leiterin der Dermatologischen Abteilung im Sozialmedizinischen Zentrum Ost – Donauspital. Seit 2020 ist sie Präsidentin der Gesellschaft der Ärzte in Wien.

## Leben
Beatrix Volc-Platzer maturierte 1972 in Innsbruck und absolvierte ein Medizinstudium an der Universität Innsbruck, wo sie 1978 promovierte.
Nachdem sie eine Turnusarztstelle an der Urologischen Abteilung im Krankenhaus Lainz bekommen hatte, war sie am Institut für Pathologische Anatomie beschäftigt.
1980 begann sie eine Facharztausbildung für Dermatologie und Venerologie an den Hautkliniken in Wien und Innsbruck bei Klaus Wolff, 1989 habilitierte sie. Von 1992 bis 1994 war sie für die Arbeiten am damaligen Sandoz-Forschungsinstitut in Wien für das Projekt Gentherapie bei AIDS karenziert. In der Folge wurde sie 1. Oberärztin an der Abteilung für Immundermatologie und infektiöse Hautkrankheiten an der Universitätshautklinik am Allgemeinen Krankenhaus der Stadt Wien.
1998 wurde sie Zusatzfacharzt für Humangenetik. Seit 2001 war Beatrix Volc-Platzer Leiter der Dermatologischen Abteilung im Sozialmedizinischen Zentrum Ost – Donauspital. Nach dem Eintritt in den Ruhestand übernahm sie die Präsidentschaft der Gesellschaft der Ärzte in Wien.
Ihre wissenschaftliche Schwerpunkte waren Immundermatologie, Immunpathologie, Gentherapie und Immungenetik.